# ال پائیس
ال پائیس (اسپانیایی: El País‎ یعنی کشور) یک روزنامهٔ اسپانیایی زبان است که دفتر آن در مادرید، اسپانیا واقع شده‌است.
این روزنامه متعلق به شرکت رسانه‌ای اسپانیایی PRISA است و در سال ۱۹۷۶ تأسیس شده‌است.
این دومین روزنامه پرتیراژ اسپانیا از دسامبر ۲۰۱۷ به‌شمار می‌رود. ال پایس پرخواننده‌ترین روزنامه اسپانیایی آنلاین و یکی از روزنامه‌های مادرید است که به عنوان روزنامه ملی اسپانیا (به همراه ال موندو و ای بی سی) منتشر می‌شوند. در سال ۲۰۱۸ تعداد فروش روزانه آن ۱۳۸۰۰۰ بوده‌است.
دفتر مرکزی و تحریریه مرکزی آن در شهر مادرید و دفاتر منطقه‌ای در شهرهای اصلی اسپانیا (بارسلونا، سویا، والنسیا، بیلبائو و سانتیاگو ده کامپوستلا) قرار دارد، تا سال ۲۰۱۵ نسخه‌های این روزنامه به صورت منطقه‌ای تولید می‌شد. علاوه بر این ال پائیس یک نسخه جهانی نیز تولید می‌کند که در مادرید به صورت آنلاین به زبان انگلیسی و اسپانیایی (آمریکای لاتین) در دسترس است.

## تاریخچه
ال پائیس در مه ۱۹۷۶ توسط تیمی در مؤسسه پریسا که شامل ژسوس دو پولانکو، خوزه اورتگا اسپاتورنو و کارلوس مندو بود، ایجاد شد. این روزنامه توسط راینهارد گید و جولیو آلونسو طراحی شده‌است. انتشارش برای اولین بار در ۴ می ۱۹۷۶، شش ماه پس از مرگ دیکتاتور فرانسیسکو فرانکو بود، در واقع این روزنامه در آغاز گذار اسپانیا به دموکراسی منتشر شد. اولین سردبیر روزنامه خوان لوئیس سبرین بود.
ال پایس اولین روزنامه طرفدار دموکراسی در زمینه ای بود که سایر روزنامه‌های اسپانیایی تحت تأثیر ایدئولوژی فرانکو بودند. شمارگان روزنامه در سال اول ۱۱۶۶۰۰ نسخه بود. در سال ۱۹۷۷ به ۱۳۸۰۰۰ نسخه رسید.
در سال ۱۹۷۸، ال پایس به دلیل تحولات سیاسی در اسپانیا مورد حمله تروریستی راست افراطی قرار گرفت. چهار نفر مجروح شدند، دو نفر به‌شدت مصدوم و یک نفر جان باخت و ساختمان نیز دچار آسیب‌های ساختاری شد.